# Айдинов, Артём Николаевич
Артём Николаевич Айдинов (22 июля 1947, Тбилиси, Грузинская ССР, СССР — 6 декабря 1965, Казань, Татарская АССР, РСФСР, СССР) — советский студент, член боевой комсомольской дружины Казанского авиационного института, погибший в схватке с преступниками.

## Биография
Артём Николаевич Айдинов родился 22 июля 1947 года в Тбилиси. По национальности — армянин. Родители — Офелия Рафаэльевна и Николай Артёмович. Отец был офицером-пограничником, имел звание майора, в годы войны был награждён медалью «За боевые заслуги».

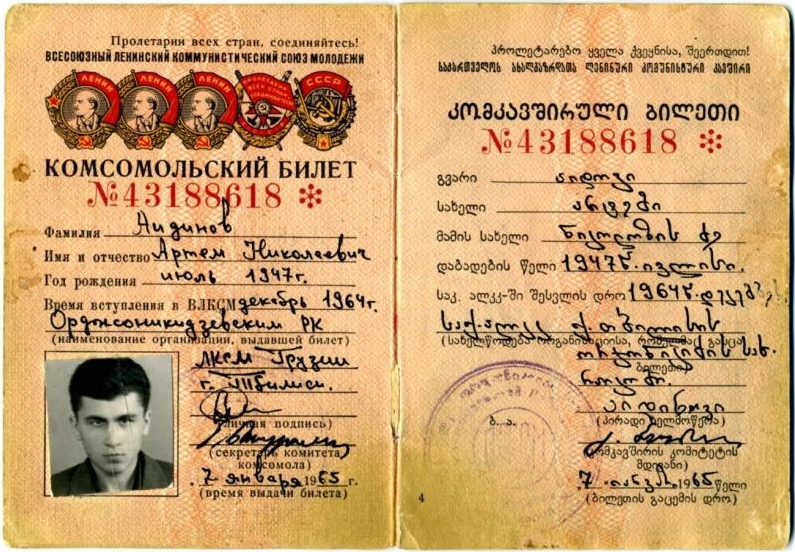
Комсомольский билет Айдинова

Учился в тбилисской средней школе № 52, но, чтобы помогать родителям, устроился электриком на инструментальный завод и перевёлся в вечернюю школу рабочей молодежи. После окончания школы переехал в Казань, где в 1965 году сдал экзамены и поступил на первый курс факультета летательных аппаратов Казанского авиационного института. С первого семестра стал комсоргом группы № 1108, а также вступил в боевую комсомольскую дружину (БКД КАИ). После занятий для заработка работал грузчиком на станции, занимался в студенческом театре эстрадных миниатюр, любил музыку и книги, увлекался спортом, имел первый разряд по баскетболу. По отзывам товарищей, был добрым и отзывчивым, но вместе с тем требовательным и прямодушным человеком, о котором никто не смог сказать ничего плохого.
5 декабря 1965 года местной «шпаной» был избит студент Казанского химико-технологического института Шевчук, который после этого обратился за помощью в дружину. На вечер 6 декабря был запланирован рейд дружинников, однако ещё до его начала стало известно, что на Шевчука снова напали. Дружинник Юрий Силаев, участвовавший в потасовке с бандитами в соседнем дворе, вбежал в студенческое общежитие № 4 и сообщил об этом своим товарищам, предупредив, что те вооружены ножами, которыми его уже успели порезать. Айдинов вместе с ещё одним дружинником, Леонидом Штейнбергом, выбежали на подмогу. Заметив в глубине двора двух парней, Айдинов приблизился к ним и крикнул тому, что был в чёрном пальто: «Эй, брось нож! Мы из БКД». Словно споткнувшись, Айдинов тотчас упал — оказалось, что преступник всадил в него нож. Штейнберг вступился за товарища, ударив одного из бандитов, но тут же получил удар ножом в область печени. По совпадению, нож не задел жизненно важных органов, соскользнув со шва куртки в месте кармана, который незадолго до того зашила суровыми нитками мать Штейнберга. Примерно через десять минут на место происшествия прибежали сотрудники милиции — младший лейтенант Риф Муратов со старшиной Сигаловым, которые нашли обоих дружинников лежащими на земле. Раненых нужно было срочно доставить в больницу, машин на дороге не было, но вскоре пришёл обычный рейсовый автобус. Пассажиры вышли, согласившись помочь ребятам, но водитель отказался это сделать и был высажен из автобуса Муратовым, а за руль сел один из подоспевших дружинников. Несмотря на все старания, Айдинов умер от потери крови, а Штейнберга удалось довезти до 12-й больницы, где ему сделали операцию и спасли жизнь.

Судебный процесс над Савченковым и Ермолаевым

Сразу вернувшись во двор, Муратов услышал среди собравшейся толпы знакомую кличку одного из рецидивистов. Не получив ответа на свой вопрос о том, кто причастен к нападению на дружинников, он сразу отправился на поиск преступников. Ими оказались 18-летний Анатолий Савченков по кличке «Макар», ранее приговорённый к двум годам условного срока за грабежи, и его подельник Виктор Ермолаев (кличка — «Бычок»), ранее судимый за разбой и ограбление, а также за побег из колонии. Они были задержаны сотрудниками милиции, когда уже собирались ложиться спать, пьяные, не смыв с рук кровь дружинников и оставив кровавые следы на двери своего подъезда по соседству с общежитием. Республиканские газеты были завалены письмами возмущённых казанцев, в которых граждане восхищались подвигами дружинников и лично Айдинова, требуя покарать преступников. На суде, проходившем в гостинице «Казань», Савченков был приговорён к расстрелу, а Ермолаев — к 13 годам лишения свободы. . Родственники преступников угрожали дружинникам расправой, однако не смогли претворить свои планы в жизнь, так как практически весь город скорбел об Айдинове.
После прощания с Айдиновым в 1-м здании КАИ с участием всех сотрудников и студентов института, гроб с телом убитого был отправлен в аэропорт, куда его вплоть до самого самолёта проводила многотысячная процессия казанцев. На родине гроб был встречен рабочими завода, где работал дружинник, а его семье передали денежные пожертвования, собранные жителями Казани. Айдинов был похоронен в Тбилиси. За свой подвиг Айдинов не был награждён ни одной правительственной наградой, однако в народном сознании он стал героем — по всей республике проводились митинги и мероприятия его памяти, поистине массовым стал «айдиновский набор» в комсомольские отряды Казани, Набережных Челнов, других городов и районов ТАССР, куда сотнями вступали студенты многих вузов, рабочие, школьники.

## Память

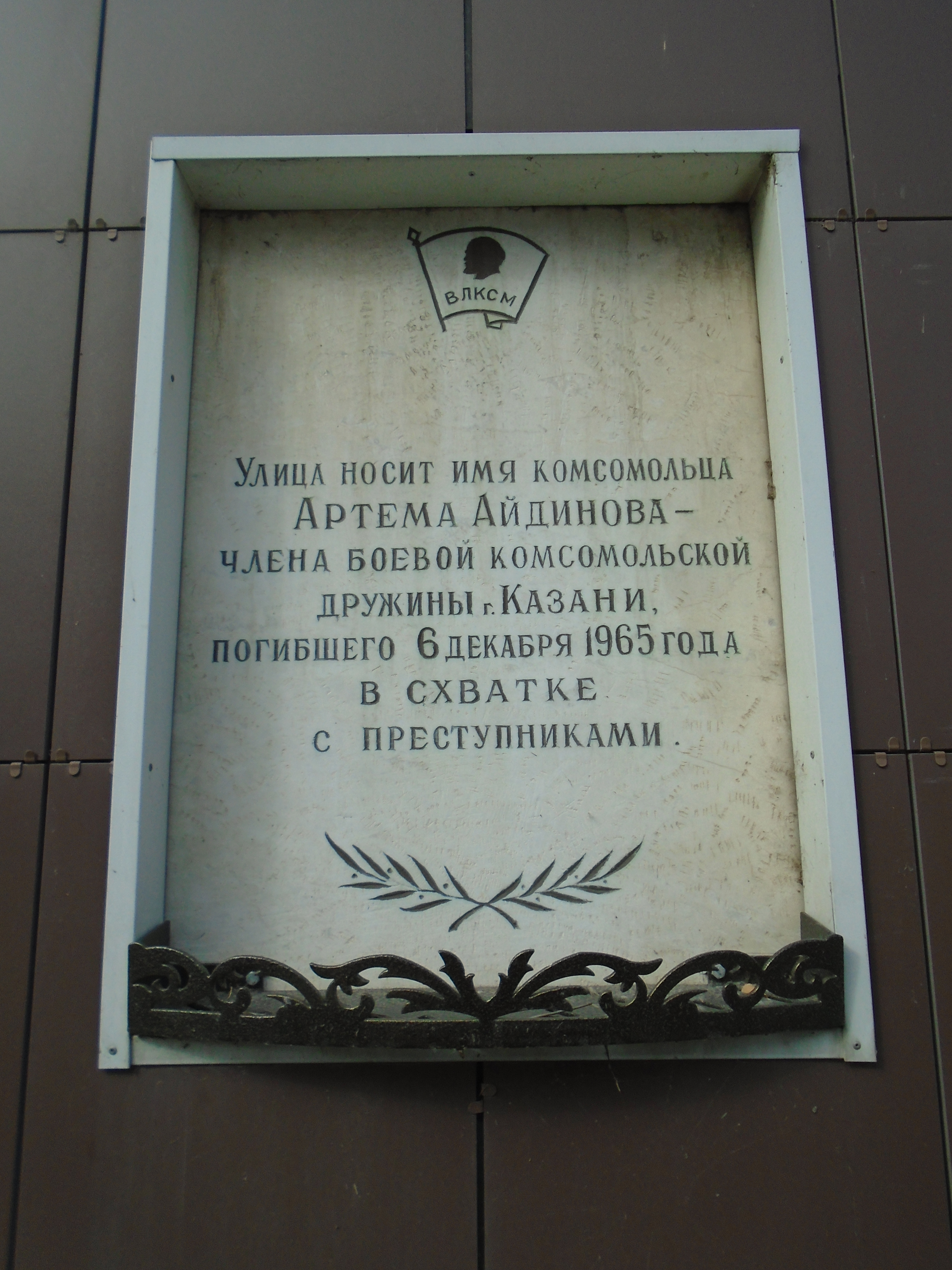
Мемориальная доска на улице Айдинова

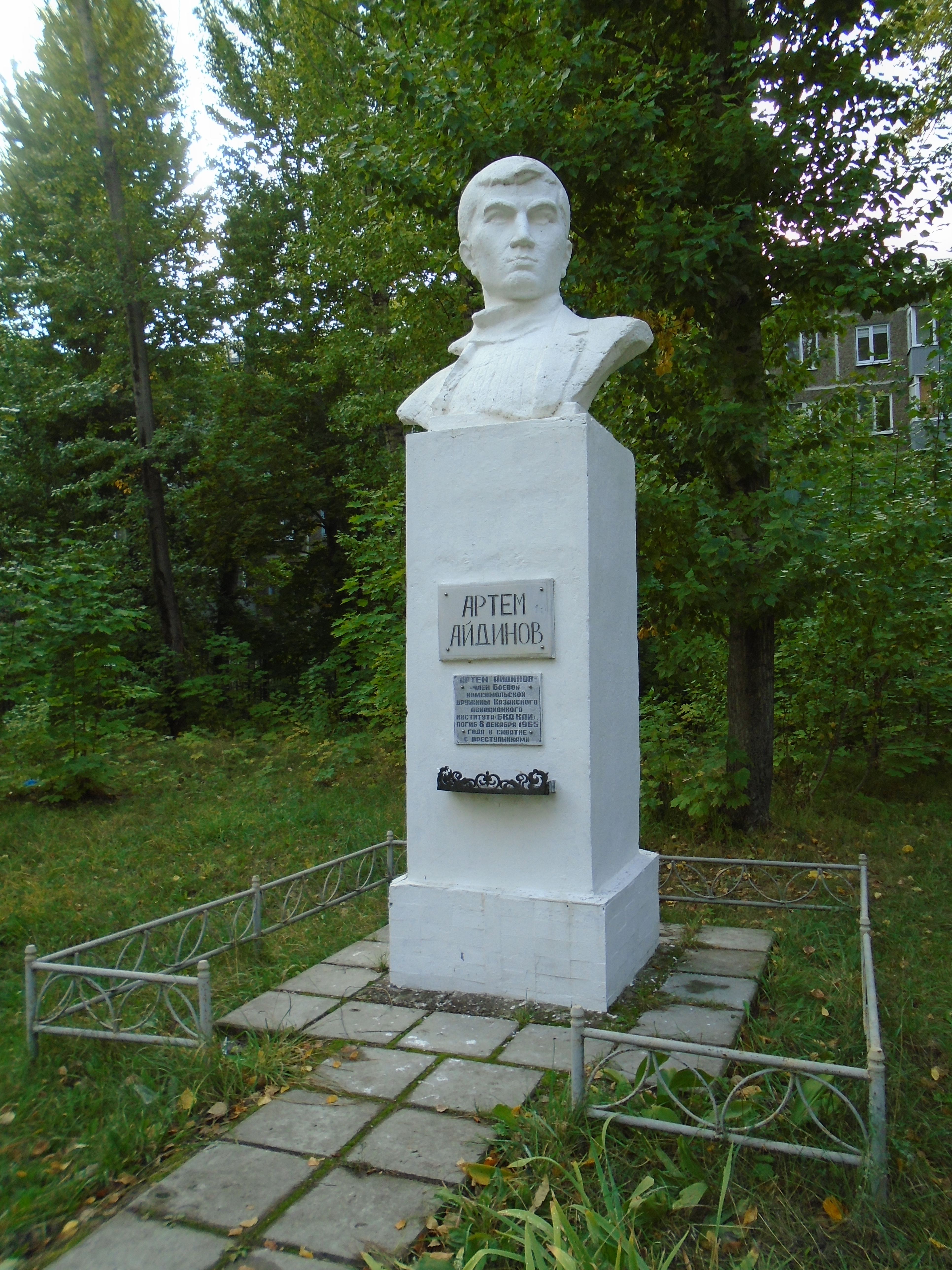
Бюст Айдинова на Волгоградской улице

В 1966 году именем Айдинова была названа улица в Вахитовском районе (бывшая Поперечно-Георгиевская, Кабанная), в бывшей «Армянской слободе». На одном из домов установлена мемориальная доска: «Улица носит имя комсомольца Артёма Айдинова — члена боевой комсомольской дружины Казани, погибшего 6 декабря 1965 года в схватке с преступниками». Тогда же его имя было присвоено школе № 71 на улице Волгоградской, неподалёку от места гибели Айдинова. В 1975 году в саду школы был установлен памятник Айдинову (скульптор В. И. Рогожин, архитектор Р. Б. Нурмухаметов). Скульптурный бюст стоит на прямоугольном постаменте из кирпича и цемента в саду школы № 71. По отзывам критиков, его образ полон «достоинства, убеждённости, нравственной красоты и силы», «энергичный разворот головы создаёт ощущение порыва», а «обобщённые формы без мелочей детализации точно передают черты волевого лица и характерные детали одежды». Память Айдинова чтят и поныне: каждый год 6 декабря в Казани, у мемориальной доски и памятника убитому, собираются студенты, члены и ветераны дружины.
Имя Айдинова носит отряд Боевой студенческой дружины КАИ, он был навечно зачислен в списки студентов университета и членов дружины. Именем Айдинова также было названо общежитие № 4 КАИ на улице Короленко, где в 2019 году был открыт музей Боевой комсомольской дружины: он разместился в комнате, где жил Айдинов, там выставлены и его мемориальные вещи. Музей Айдинова имеется также в школе № 71. С 1984 года нерегулярно проводился турнир по дзюдо памяти Айдинова, который в 2017 году был возрождён как Всероссийский турнир по дзюдо среди студентов, посвящённый памяти героев Боевой комсомольской дружины КАИ — Айдинова, Ассмана, Штейнберга. В 2000 году руководством Казани была учреждена премия, которая вручается лучшим отрядам и сотрудникам городского Молодёжного объединения содействия правоохранительным органам.